# 사와라정 (홋카이도)
사와라정(일본어: 砂原町)은 일본 홋카이도 오시마 지청 가야베군에 있던 정이다. 2005년 4월 1일, 서쪽 옆의 모리정과 신설합병해 소멸하였다.
2004년 10월 30일, 모리정 사와라정에 의한 합병협정이 체결되었다.

## 역사
- 1906년 - 2급정촌제가 시행으로, 가야베군 사와라촌이 성립하였다.
- 1970년 - 정으로 승격해, 사와라정이 되었다.
- 2005년 4월 1일 - 모리정과 신설합병해 모리정이 성립하였다., 동일 사와라정은 폐지되었다.

## 교통

### 도로
- 국도 278호선